# Sandra Meeuwsen
Sandra Meeuwsen (Curaçao, 1966) is sportfilosoof en voormalig triatleet en coach.
In 1990 werd ze master in de filosofie aan de Radboud Universiteit Nijmegen. Tijdens haar studie begon ze met atletiek en daarna ook met triatlon. Ze presteerde daarin nationaal op top 10-niveau. Ze begeleidde topsporters als coach en trainer. Vanaf 1994 werkte Meeuwsen in het sportbeleid. Als eerste deed ze dat bij het Nederlands Olympisch Comité (NOC*NSF), waar ze senior beleidsadviseur werd in politiek-strategische kwesties. Vanaf 2008 was ze consultant en verandermanager bij nationale beleidspartners, sportbonden, sportindustrie en overheidsorganisaties op het gebied van sport, lichamelijke opvoeding, gezondheid en zorg.
Vanaf 2012 doceerde Meeuwsen wetenschapsfilosofie, logica en ethiek aan de Master Strategy & Leadership (AOG School of Management) en de Executive MBA Sports & Health (Wagner & Company), beide gevestigd in Groningen. In 2020 promoveerde ze aan de Vrije Universiteit Brussel. Haar proefschrift Kritiek van de Sportieve Rede, een filosofische archeologie van de moderne sport moedigt een kritische filosofische benadering van de sport aan. Marc Van den Bossche was haar promotor. In 2022 werd ze wetenschappelijk directeur van het Erasmus Center for Sport Integrity & Transition (ESPRIT) aan de Erasmus Universiteit Rotterdam. ESPRIT onderzoekt sportintegriteit, inclusie en diversiteit en geeft academisch/executive onderwijs en ethiekprojecten voor sportorganisaties. Vanaf 2021 tot en met 2024 was ze bestuurslid van het Jan Luiting Fonds en Stichting Schouders Eronder en lid van de Executive Committee van British Philosophy of Sport (BPSA). Sinds 2024 is ze lid van de Executive Council van de International Association for the Philosophy of Sport (IAPS) en daarnaast visiting professor op de Tongji University in Sjanghai.
Meeuwsen spreekt zich regelmatig in de media uit tegen excessen in de sportwereld en pleit voor meer ethiek en moraliteit. Het gaat dan bijvoorbeeld om spreekkoren, grensoverschrijdend gedrag en de manier waarop de sportwereld omgaat met transgender personen. Ook keurt ze de overheersing van commerciële belangen af. Die belangen leidden er bijvoorbeeld toe dat er een WK voetbal in Qatar gehouden is, ondanks de ethische bezwaren daartegen.
Meeuwsen agendeert ook de misstanden in de turnwereld en de biopolitiek die bedreven wordt in de sport. Daardoor vallen mensen met een ongezonde leefstijl of mensen die niet aan de norm kunnen of willen voldoen buiten de boot. Ze stelt dat deze problemen niet van buitenaf komen, maar dat ze voortkomen uit de sport zelf.
Meeuwsen pleit voor kleinschaliger sport met minder reizen en een andere organisatie. Ze wil weer meer spelvreugde en spontaniteit:
We moeten (...) terug naar de basis. Gewoon weer lekker bezig zijn met zijn allen.

## Publicaties
- Sandra Meeuwsen (2020). Kritiek van de Sportieve Rede; een filosofische archeologie van de moderne sport (proefschrift). Vrije Universiteit Brussel - VUB Press. ISBN 978 90 824855 3 0.[9]
- (en) Sandra Meeuwsen (2021). Ungrounding Homo Ludens; on Agamben and Modern Sports: 318-332. DOI: 10.1080/17511321.2021.1957006.
- Sandra Meeuwsen (2022). Samen buitenspel. Een exercitie over de VAR in het voetbal. De Uil van Minerva: 10-14. [9]
- (en) Sandra Meeuwsen (2023). Editorial: Special Issue Sport, Ethics and Philosophy: ‘Sport and Psychoanalysis’: 1-6. DOI: 10.1080/17511321.2023.2295776.
- (en) Sandra Meeuwsen en Hub Zwart (2023). Hands, Feet, Eyes, and Object a: A Lacanian Anatomy of Football: 51-66. DOI: 10.1080/17511321.2023.2195681.
- (en) Sandra Meeuwsen (2023). Sport Realism: A Law-Inspired Theory of Sport. Journal of the Philosophy of Sport (Routledge / Taylor & Francis: New York). [10]
- Sandra Meeuwsen (2023). Het integriteitsvraagstuk in de moderne sport als ‘learning journey’. Justitiële Verkenningen (WODC, Ministerie van Justitie). [9]
- (en) Sandra Meeuwsen en Lev Kreft (2023). Sport and Politics in the twenty-first century. Sport, Ethics and Philosophy: 342-356. DOI: 10.1080/17511321.2022.2152480.
- (en) Sandra Meeuwsen en Åsa Ekvall (2023). Research Document on Sex, Gender and Elite Sport (NOC*NSF / Erasmus University Rotterdam). [11]
- Sandra Meeuwsen (2025). Sport = Politiek; Het ethisch hart van de sport filosofisch beschouwd. Uitgeverij Lucht. ISBN 978 94 932729 9 6.[12]